# Rote Lichtnelke
Die Rote Lichtnelke (Silene dioica), auch Rotes Leimkraut, Rote Nachtnelke, Rote Waldnelke, Taglichtnelke oder Herrgottsblut genannt, ist eine Pflanzenart aus der Gattung Leimkräuter (Silene) innerhalb der Familie der Nelkengewächse (Caryophyllaceae).

## Beschreibung

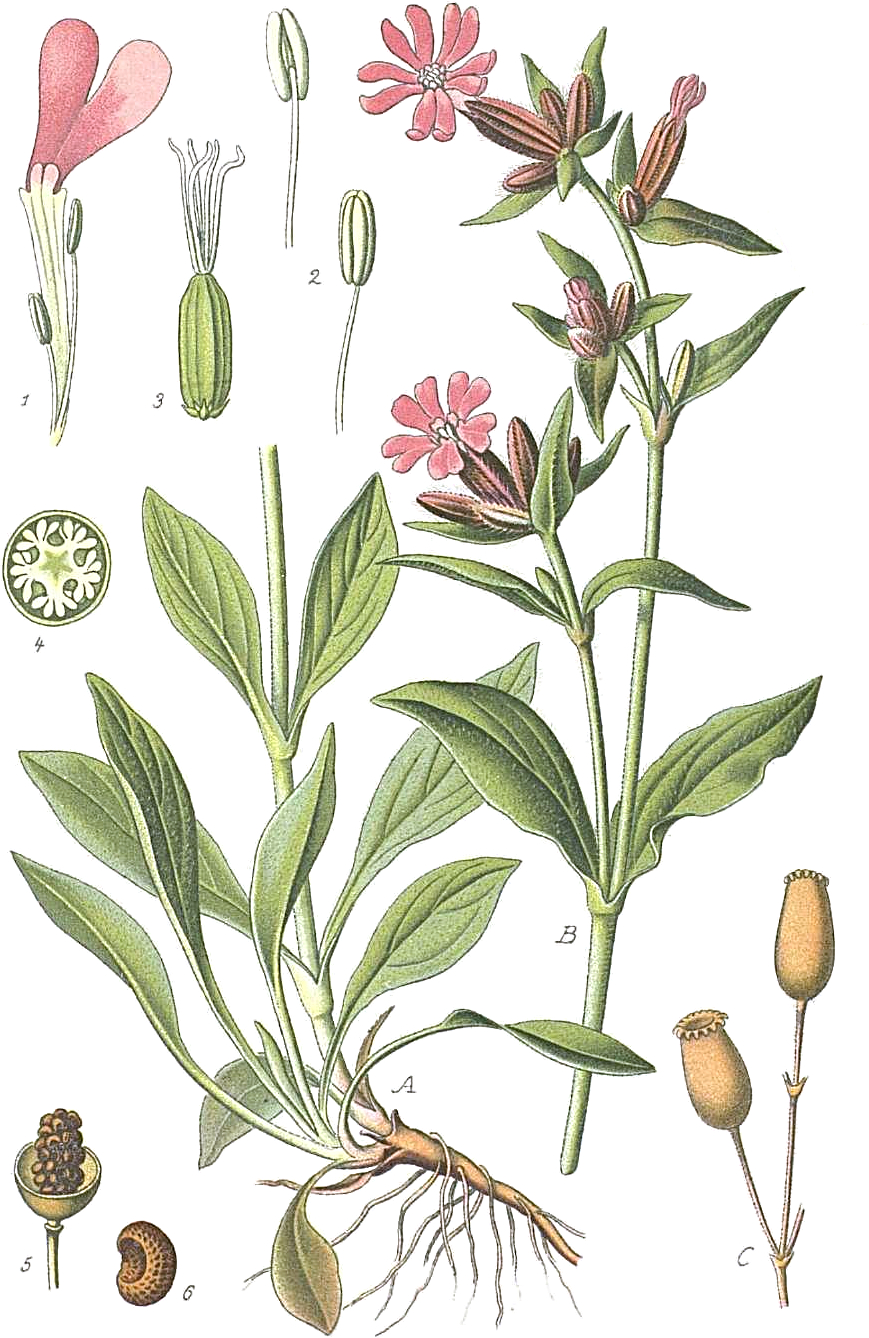
Illustration

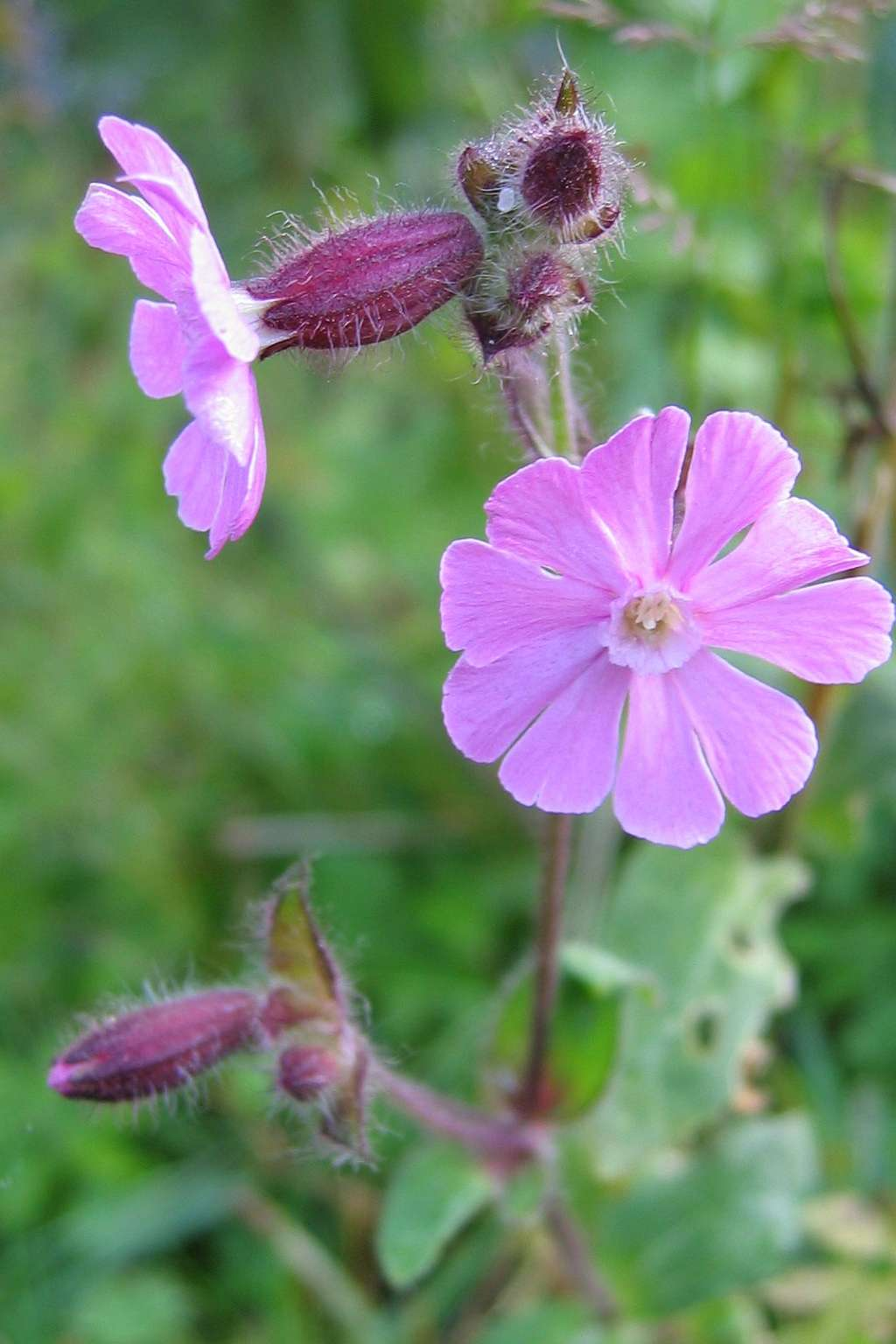
Blüten, frontal und im Profil

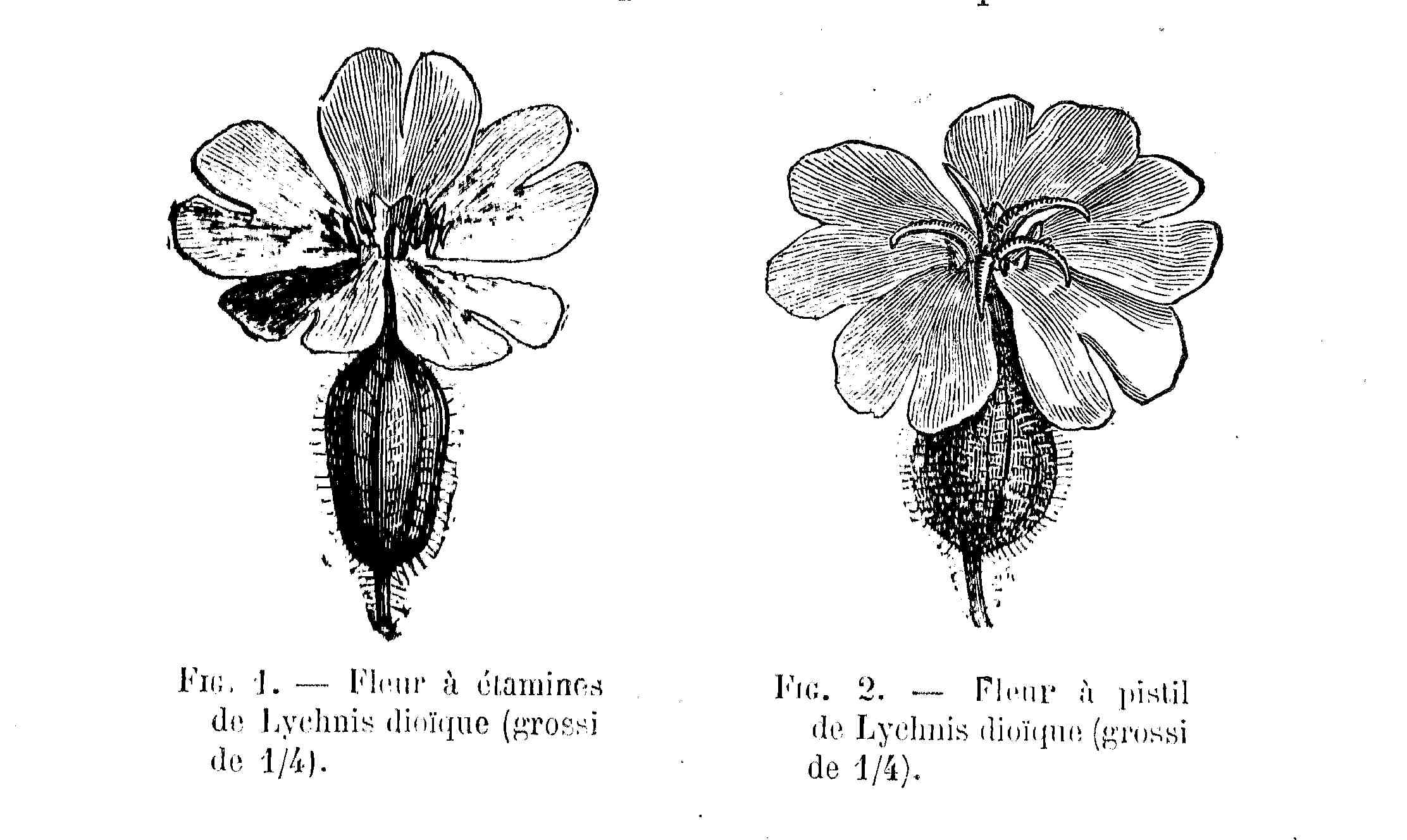
Illustration einer männlichen und weiblichen Blüte

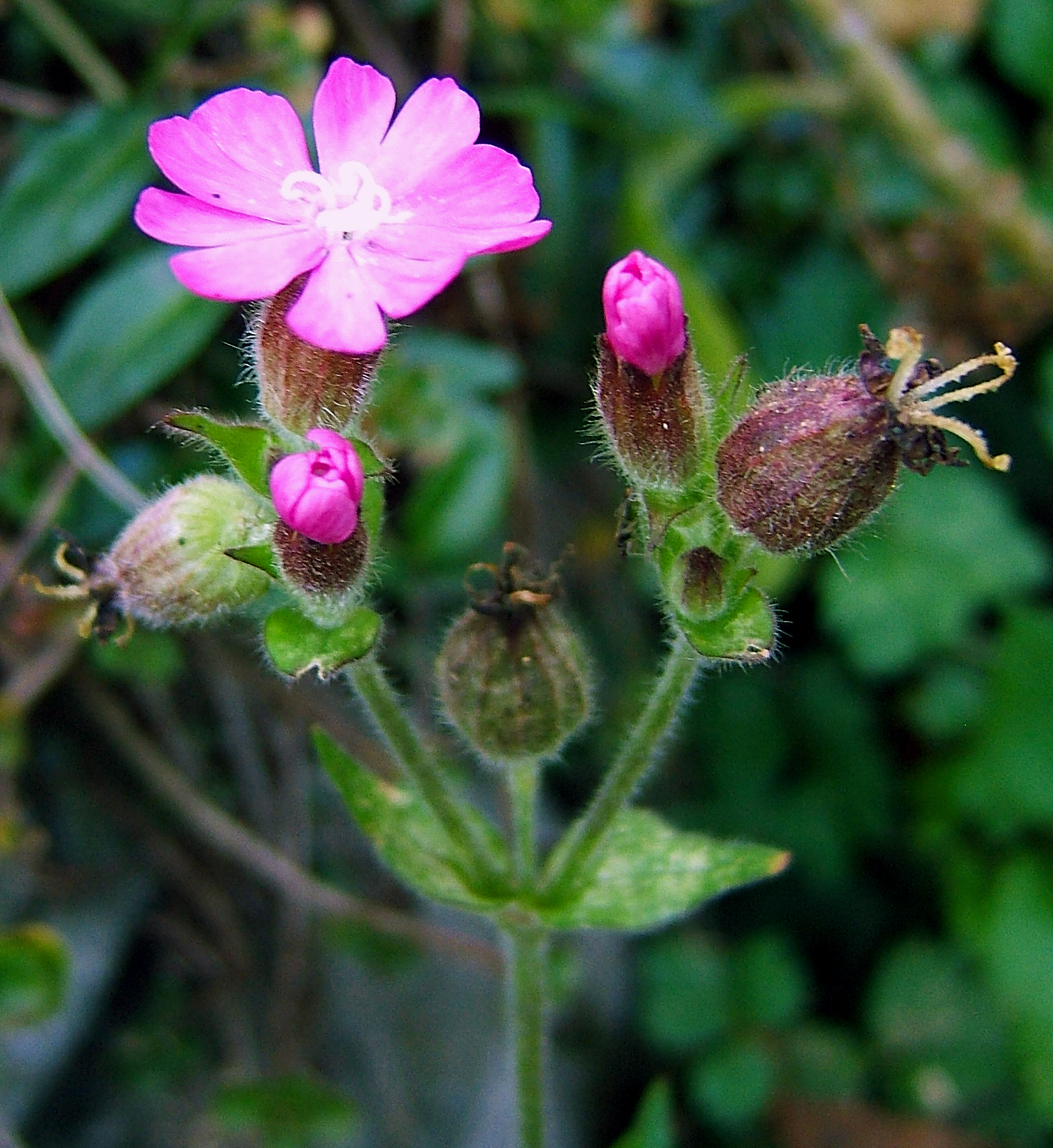
Blütenstand mit Blüten in dichasialer Anordnung

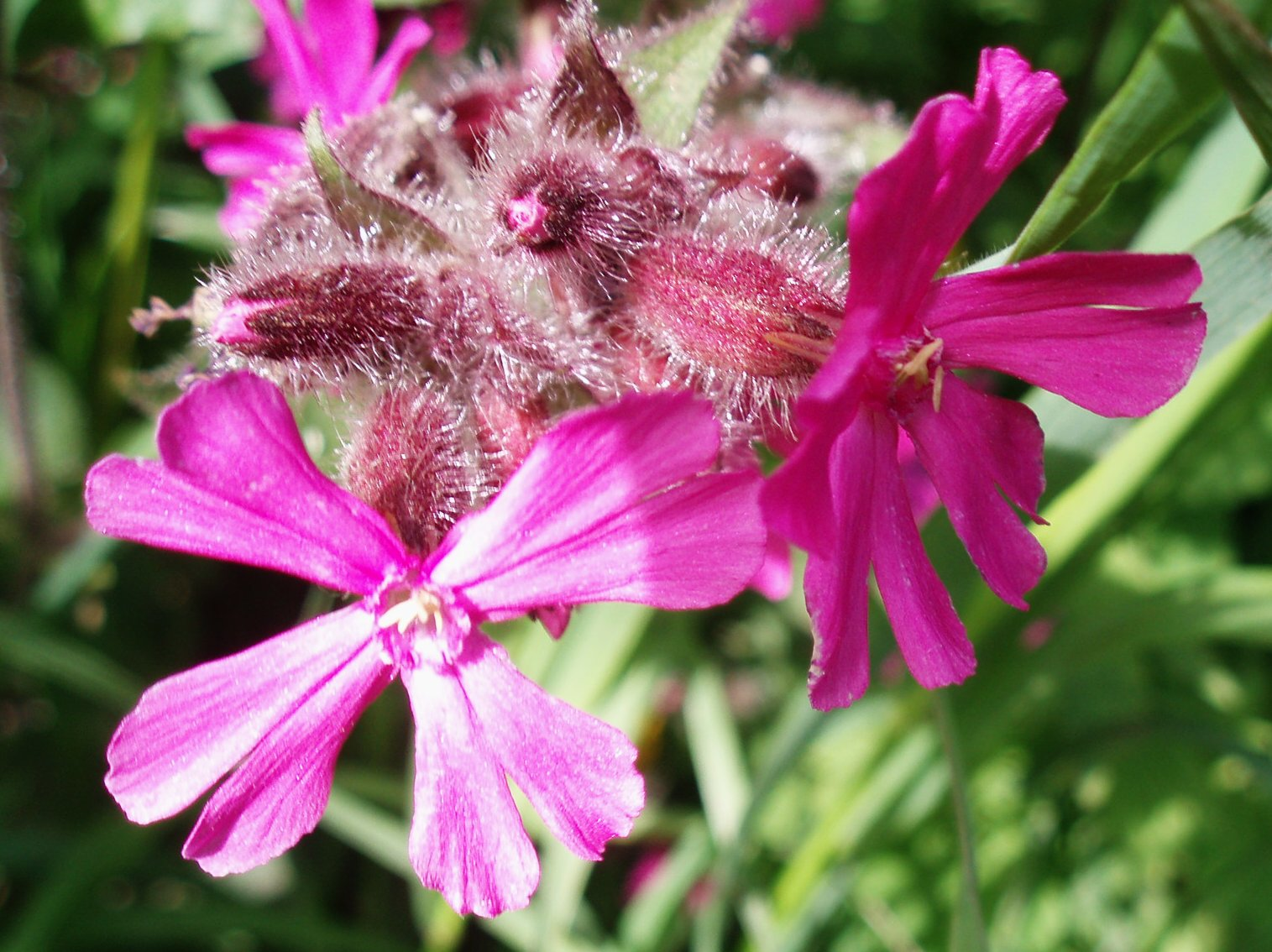
Blütenstand einer männlichen Pflanze von oben; die Nebenkrone ist in den Blüten erkennbar

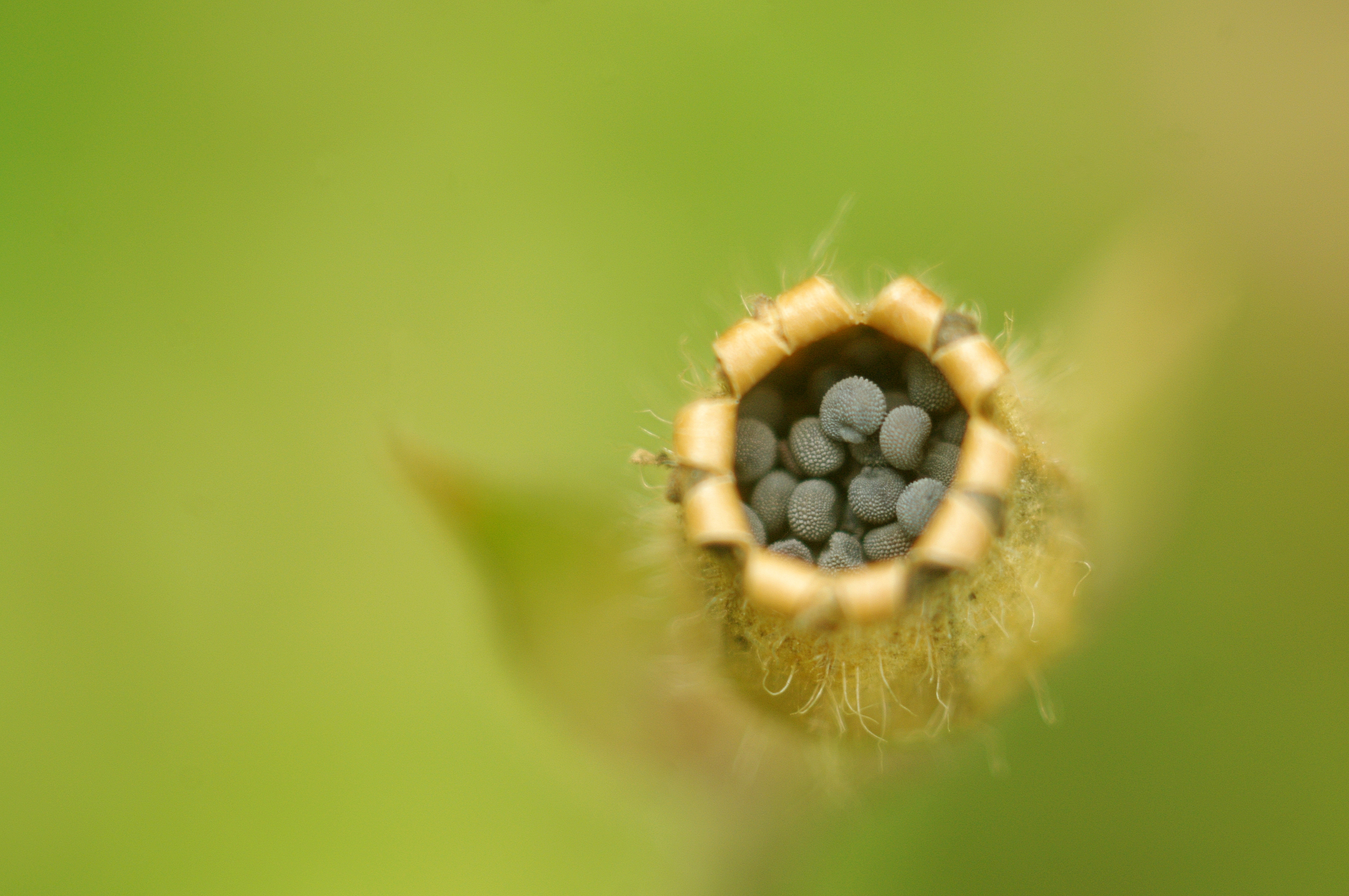
Reife, offene Kapselfrucht mit Samen

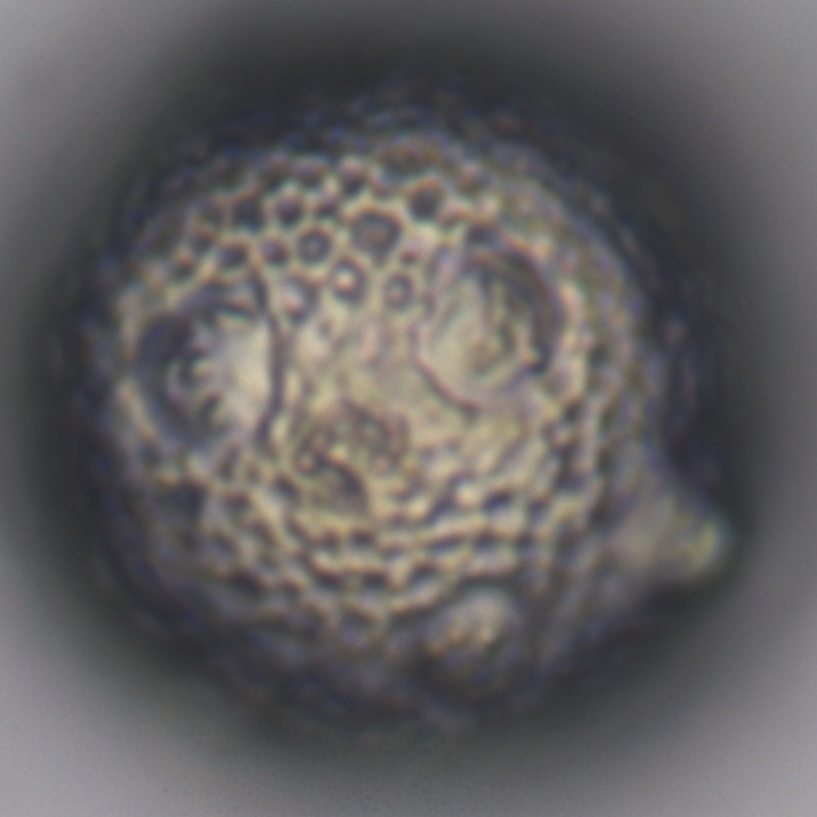
Pollenkorn (400×)

### Erscheinungsbild und Laubblatt
Die Rote Lichtnelke wächst als sommergrüne, zweijährige oder wenige Jahre ausdauernde krautige Pflanze und erreicht Wuchshöhen von 30 bis 90 Zentimeter. Die oberirdischen Pflanzenteile sind dicht drüsig behaart.
Die gegenständig am Stängel angeordneten Laubblätter besitzen eine einfache, eiförmige bis lanzettliche Blattspreite, die ganzrandig und zum oberen Ende spitz ausläuft.

### Blütenstand und Blüte
Die Rote Lichtnelke ist meist zweihäusig getrenntgeschlechtig (diözisch). Die Blütezeit reicht von April bis Oktober. Auffällig ist die dichasiale Anordnung der Blüten.
Die fünfzähligen, duftlosen, eingeschlechtigen Blüten sind bei einem Durchmesser von 18 bis 25 Millimetern radiärsymmetrisch. Der stark behaarte Kelch ist 10 bis 15 Millimeter lang, bei männlichen Blüten zehn- und bei weiblichen Blüten zwanzignervig. Die fünf roten Kronblätter sind tief zweispaltig mit einer Länge von 15 bis 25 Millimetern. Am Schlund der Krone befindet sich eine Nebenkrone, die aus fünf zweilappigen Ligulae gebildet wird. Die weibliche Blüte enthält fünf Griffel.

### Frucht und Samen

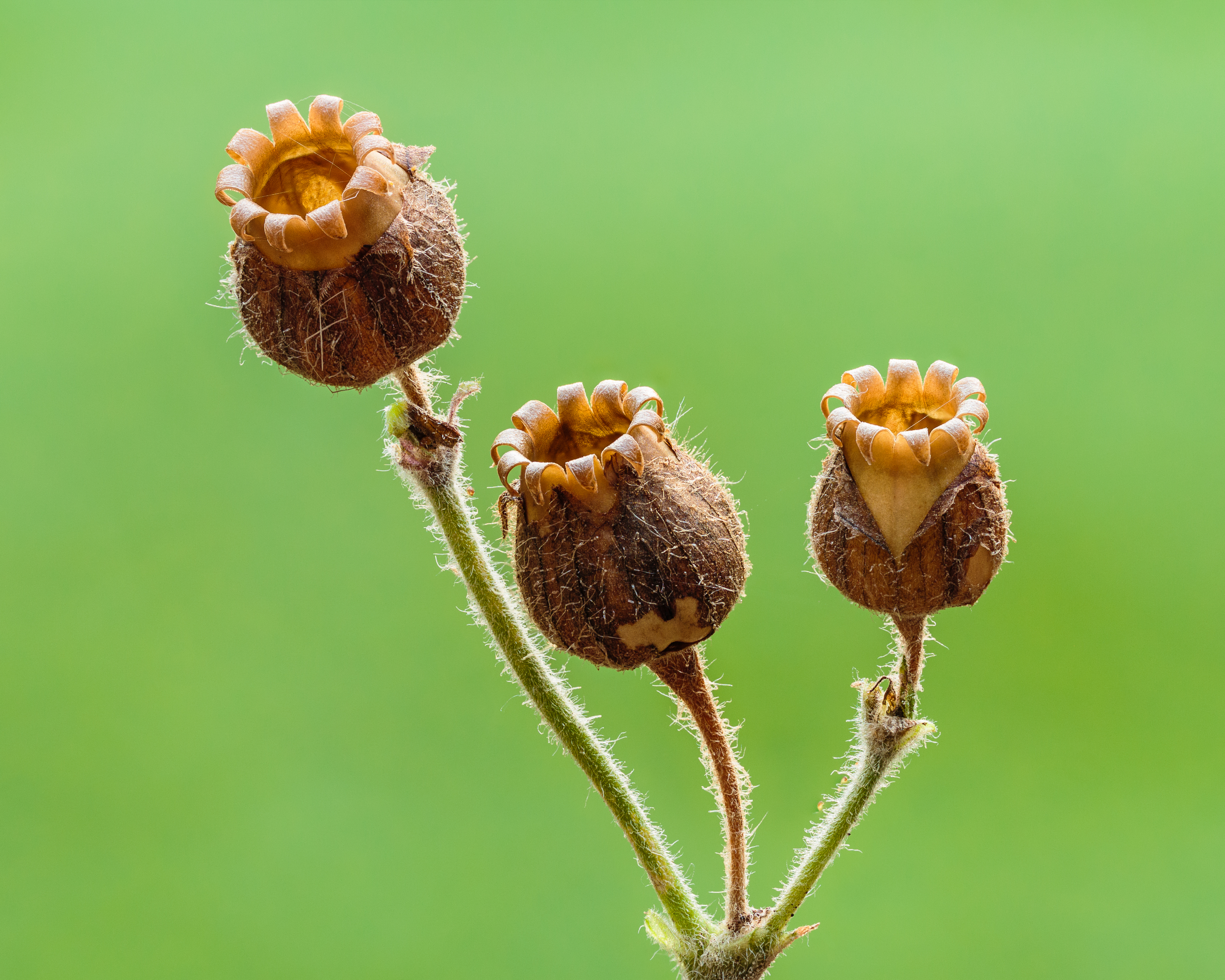
Samenkapseln

Die im Herbst bis in den frühen Winter gebildete, kugelige Kapselfrucht besitzt zehn nach außen gekrümmte Zähne, an denen entlang sie sich zackig öffnet. Die dunkelbraunen bis schwarzen Samen wirken etwas mohnkornartig.

### Chromosomenzahl
Die Chromosomenzahl beträgt 2n = 24 oder 48.

## Ökologie
Bei der Roten Lichtnelke handelt es sich um einen Hemikryptophyten. Sie wurzelt bis zu 50 Zentimeter tief.
Meistens sind auf jedem Pflanzenexemplar nur Blüten eines Geschlechtes, es kommen aber auch Pflanzen mit beiden Geschlechtern vor, deshalb ist diese Art eigentlich „dreihäusig“ und die Artbezeichnung dioica (zweihäusig) nicht ganz korrekt.
Die Blüten öffnen sich abends und bleiben dann 24 bis 36 Stunden zusammenhängend geöffnet. Die Bestäubung der Roten Lichtnelke erfolgt ausschließlich über Insekten, überwiegend von Tagfaltern. Auch Käfer wurden als Bestäuber beobachtet. Auch manche Schwebfliegenarten gelangen an den Nektar. Hummeln beißen von außen ein Loch in die Kelchwand. Im Unterschied zu den Schmetterlingen besitzen Hummeln nur einen kurzen Rüssel und gehen sonst leer aus.
Die Samen werden durch Hin- und Herwiegen im Wind aus der Kapselfrucht herausgeschüttelt. Die Ausbreitung wird durch Selbst- und Windausbreitung bewirkt, daneben erfolgt aber auch Schwimmausbreitung, weshalb diese Art auch als Bach- und Stromtalpflanze auftritt.

## Vorkommen
Die Rote Lichtnelke ist eurasisch verbreitet, mit Schwerpunkt in den mittleren und nördlichen Bereichen. In Europa ist sie weit verbreitet, in Südosteuropa (Südbalkan) fehlt sie allerdings ganz. Sie kommt in Europa in fast allen Ländern vor und fehlt nur in Belarus, Moldau, Bosnien-Herzegowina, Albanien, Griechenland und in der Türkei. In Island kommt sie eingebürgert vor. Außerhalb Eurasiens wurden Funde in Algerien und Marokko dokumentiert. Die Rote Lichtnelke ist in manchen gemäßigten Gebieten der Welt ein Neophyt.
Bevorzugte Standorte der Roten Lichtnelke sind kalkreiche feuchte Wiesen, feuchte Waldschläge, Waldsäume, Hochstaudenfluren, Gebüsche sowie Bruch- und Auenwälder. In den Alpen steigt die Rote Lichtnelke im Wallis bis 2640 Meter, am Stilfserjoch in den Rhätischen Alpen bis 2737 Meter auf. In den Allgäuer Alpen steigt sie am Kreuzeck in Bayern bis in Höhenlagen von 2364 Metern auf.
Entsprechend der ökologischen Zeigerwerte nach Ellenberg wird die Rote Lichtnelke als Halbschattenpflanze für mäßig warmes Seeklima angegeben. Die Rote Lichtnelke bevorzugt gleichmäßig feuchte bis nasse, niemals stark saure und stickstoffreiche Böden. Sie wächst in Gruppen, jedoch nur selten bestandsbildend. Die Rote Lichtnelke gedeiht in tieferen Lagen in Gesellschaften der Ordnung Glechometalia, auch in denen des Verbands Alno-Ulmion. In höheren Lagen wächst sie in Gesellschaften der Verbände Arrhenatherion, Polygono-Trisetion, Filipendulion, Atropion oder der Ordnung Adenostyletalia.
Die ökologischen Zeigerwerte nach Landolt et al. 2010 sind in der Schweiz: Feuchtezahl F = 3+w (feucht aber mäßig wechselnd), Lichtzahl L = 3 (halbschattig), Reaktionszahl R = 3 (schwach sauer bie neutral), Temperaturzahl T = 3 (montan), Nährstoffzahl N = 4 (nährstoffreich), Kontinentalitätszahl K = 3 (subozeanisch bis                                                                                                                                           subkontinental).

## Taxonomie
Die Erstveröffentlichung dieser Art erfolgte 1753 unter dem Namen (Basionym) Lychnis dioica durch Carl von Linné in Species Plantarum, S. 437. Das Typusmaterial wurde hinterlegt als: Herb. Linn. No. 602.6, "6 dioica / Cucubalus dioicus" (lecto- Talavera & Muñoz Garmendia 1989). Joseph Philippe de Clairville stellte diese Art 1811 in Manuel d'Herborisation en Suisse et en Valais, S. 146 in die Gattung Silene. Ein Homonym ist Silene dioica A.DC. nom. illeg. hom. Weitere Synonyme für Silene dioica (L.) Clairv. sind: Lychnis dioica var. rubra Weigel, Lychnis rubra Patze, E.Mey. & Elkan, Lychnis sylvestris Schkuhr: 1791, Lychnis diurna Sibth., Melandrium sylvestre (Schkuhr) Röhl., Melandrium diurnum (Sibth.) Fr., Melandrium dioicum (L.) Coss. & Germ., Melandrium rubrum Garcke nom. illeg., Melandrium dioicum subsp. rubrum D.Löve. Das Artepitheton dioica bedeutet „zweihäusig“.

## Inhaltsstoffe
Die Rote Lichtnelke enthält, wie viele andere Arten aus der Familie der Nelkengewächse, Triterpensaponine.

## Verwendung
Die Rote Lichtnelke wird in den gemäßigten Gebieten als Zierpflanze in Parks und Gärten verwendet. Dafür stehen mehrere Sorten zur Verfügung, beispielsweise solche mit rosafarbenen und gefüllten Blüten. Im Zander werden folgende Sorten genannt: ‘Clifford Moor’, ‘Plena’.
In der Volksmedizin wurden die zerstoßenen Samen zur Behandlung von Schlangenbissen eingesetzt. Die Wurzeln der Roten Lichtnelke wurden früher wie Seife benutzt.
Im nordöstlichen Italien werden Ravioli mit Ricotta und den Blättern des Leimkrautes gefüllt. Die Samen werden dort auch kommerziell vertrieben.